# Euhesma tarsata
Euhesma tarsata là một loài Hymenoptera trong họ Colletidae. Loài này được Alfken mô tả khoa học năm 1907.